# Callum Ilott
Callum Ilott (ur. 11 listopada 1998 w Cambridge) – brytyjski kierowca wyścigowy. Od 2017 roku członek Akademii Kierowców Ferrari oraz były członek Red Bull Junior Team. Wicemistrz Formuły 2 w sezonie 2020. W 2022 kierowca IndyCar Series w zespole Juncos Hollinger Racing.

## Życiorys

### Toyota Racing Series
Po liczny sukcesach w kartingu, Ilott rozpoczął międzynarodową karierę w jednomiejscowych samochodach wyścigowych w 2015 roku od startów w nowozelandzkiej serii wyścigowej Toyota Racing Series. Z dorobkiem 358 punktów został sklasyfikowany na szesnastej pozycji w klasyfikacji generalnej.

### Formuła 3

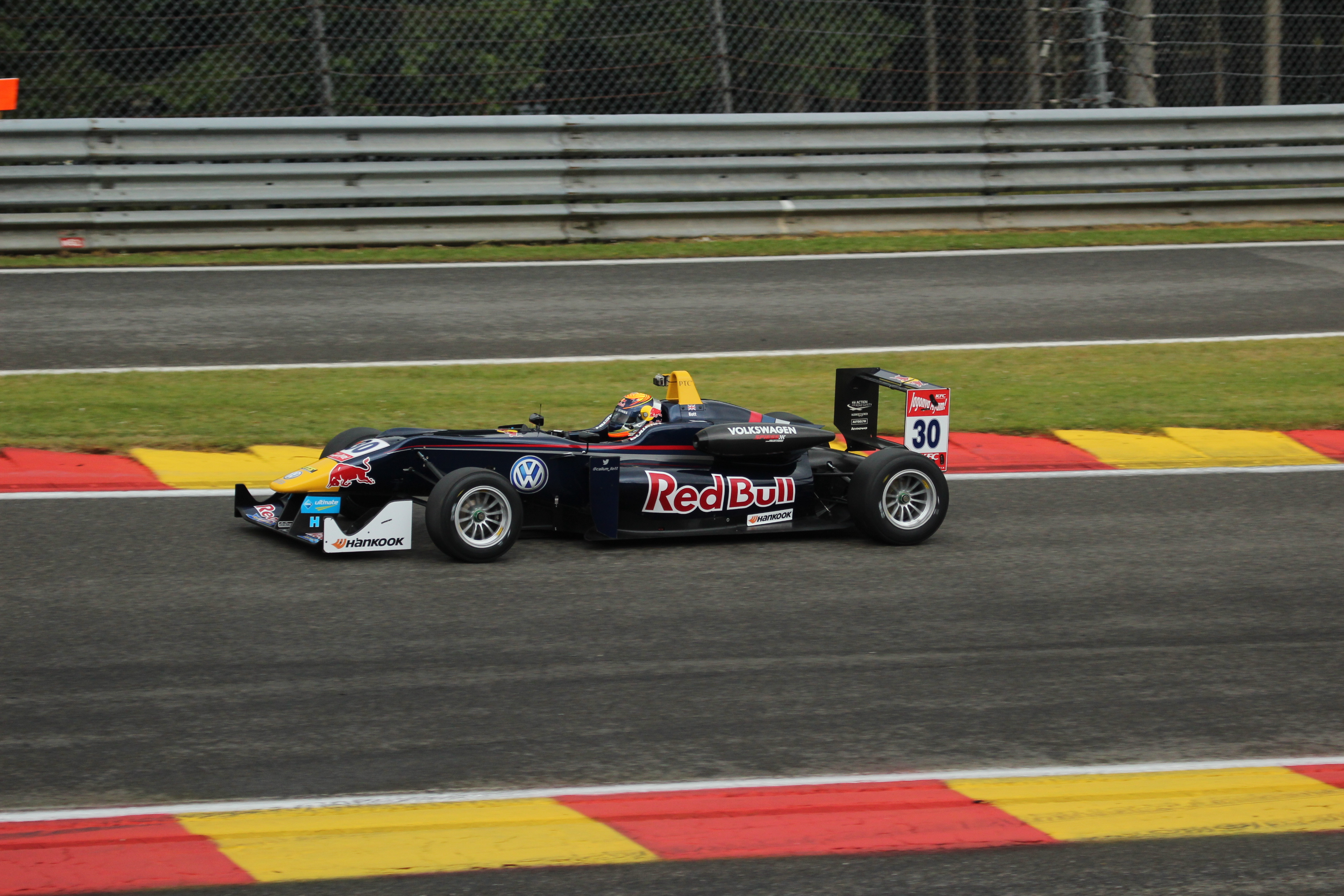
Callum Ilott na torze Circuit de Spa-Francorchamps podczas zawodów Europejskiej Formuły 3 (2015)

W sezonie 2015 Brytyjczyk dołączył do stawki Europejskiej Formuły 3 z brytyjską ekipą Carlin. Poza tym został nowym juniorem Red Bulla. W ich barwach wywalczył 65,5 punktu i zajął 12. miejsce w końcowej klasyfikacji. Punktował w 11 z 33 wyścigów, a podczas pierwszego startu, na torze Nürburgring, stanął na najniższym stopniu podium. Wystartował również w dwóch prestiżowych zmaganiach - Masters of Formula 3 i Grand Prix Makau. W pierwszym starcie dojechał ósmy, natomiast w drugim nie dojechał do mety po kolizji.
W drugim roku startów przeniósł się do holenderskiego zespołu Van Amersfoort Racing.

## Wyniki

### Podsumowanie
| Sezon | Seria                                   | Zespół                        | Starty | P1 | PP | NO | Podia | Punkty | Pozycja |
| ----- | --------------------------------------- | ----------------------------- | ------ | -- | -- | -- | ----- | ------ | ------- |
| 2015  | Toyota Racing Series                    | ETEC Motorsport               | 16     | 0  | 0  | 1  | 0     | 358    | 16      |
| 2015  | Europejska Formuła 3                    | Jagonya Ayam with Carlin      | 33     | 0  | 0  | 0  | 1     | 65,5   | 12      |
| 2015  | Grand Prix Makau                        | Carlin                        | 1      | 0  | 0  | 0  | 0     | n.d.   | NS      |
| 2015  | Masters of Formula 3                    | Carlin                        | 1      | 0  | 0  | 0  | 0     | n.d.   | 8       |
| 2016  | Europejska Formuła 3                    | Van Amersfoort Racing         | 30     | 2  | 2  | 3  | 7     | 226    | 6       |
| 2016  | Masters of Formula 3                    | Van Amersfoort Racing         | 1      | 0  | 0  | 0  | 0     | n.d.   | 4       |
| 2016  | Grand Prix Makau                        | Van Amersfoort Racing         | 1      | 0  | 0  | 0  | 0     | n.d.   | 5       |
| 2017  | Europejska Formuła 3                    | Prema Powerteam               | 30     | 6  | 9  | 9  | 11    | 344    | 4       |
| 2017  | Formuła 2                               | Trident                       | 2      | 0  | 0  | 0  | 0     | 0      | 28      |
| 2017  | Grand Prix Makau                        | SJM Theodore Racing by Prema  | 1      | 0  | 1  | 0  | 0     | n.d.   | 15      |
| 2018  | Seria GP3                               | ART Grand Prix                | 18     | 2  | 1  | 2  | 7     | 167    | 3       |
| 2018  | Grand Prix Makau                        | Carlin                        | 1      | 0  | 0  | 0  | 0     | n.d.   | 7       |
| 2019  | Formuła 2                               | Sauber Junior Team by Charouz | 21     | 0  | 1  | 0  | 2     | 74     | 11      |
| 2019  | Grand Prix Makau                        | Sauber Junior Team by Charouz | 1      | 0  | 0  | 0  | 0     | n.d.   | 6       |
| 2020  | Formuła 2                               | UNI-Virtuosi Racing           | 24     | 3  | 5  | 0  | 6     | 201    | 2       |
| 2021  | GT World Challenge Europe Endurance Cup | Iron Lynx                     | 5      | 0  | 0  | 1  | 0     | 27     | 11      |
| 2021  | Intercontinental GT Challenge           | Ferrari                       | 2      | 0  | 0  | 0  | 0     | 0      | NS      |
| 2021  | 24h Le Mans - klasa LMGTE Am            | Iron Lynx                     | 1      | 0  | 0  | 0  | 1     | n.d.   | 3       |
| 2021  | IndyCar Series                          | Juncos Hollinger Racing       | 3      | 0  | 0  | 0  | 0     | 18     | 38      |
| 2022  | IndyCar Series                          | Juncos Hollinger Racing       | 16     | 0  | 0  | 0  | 0     | 219    | 20      |

### Europejska Formuła 3
| Legenda oznaczeń w tabelach wyników Wyświetl szablon na nowej stronie | Legenda oznaczeń w tabelach wyników Wyświetl szablon na nowej stronie                                                                     |
| Oznaczenie                                                            | Wyjaśnienie |
| --------------------------------------------------------------------- | --- |
| Złoty                                                                 | Zwycięzca lub mistrzostwo |
| Srebrny                                                               | 2. miejsce lub wicemistrzostwo |
| Brązowy                                                               | 3. miejsce lub II wicemistrzostwo |
| Zielony                                                               | Ukończył, punktował (w klasyfikacji generalnej, gdy zdobył co najmniej jeden punkt na przestrzeni sezonu, poza trzema powyższymi opcjami) |
| Niebieski                                                             | Ukończył, nie punktował (w klasyfikacji generalnej, gdy nie zdobył co najmniej jednego punktu na przestrzeni sezonu)                      |
| Czerwony                                                              | Nie zakwalifikował się (NZ) |
| Czerwony                                                              | Nie prekwalifikował się (NPK) |
| Różowy                                                                | Nie ukończył (NU) |
| Różowy                                                                | Niesklasyfikowany (NS) (w klasyfikacji generalnej, gdy nie został sklasyfikowany w żadnym wyścigu sezonu)                                 |
| Czarny                                                                | Zdyskwalifikowany (DK) |
| Czarny                                                                | Wykluczony (WYK/EX) |
| Biały                                                                 | Nie wystartował (NW) |
| Biały                                                                 | Kontuzjowany (K/INJ) |
| Biały                                                                 | Wyścig odwołany (OD/C) |
| Bez koloru                                                            | Został wycofany (WYC/WD) |
| Bez koloru                                                            | Nie przybył (NP/DNA) |
| Bez koloru                                                            | Nie brał udziału w treningach (NT/DNP) |
| Bez koloru                                                            | Nie został zgłoszony (–) |
| Pogrubienie                                                           | Start z pole position |
| Kursywa                                                               | Najszybsze okrążenie wyścigu |
| †                                                                     | Nie ukończył, ale jego rezultat został zaliczony ze względu na przejechanie więcej niż 90% dystansu wyścigu.                              |
| *                                                                     | Sezon w trakcie |
| 1/2/3                                                                 | Punktowana pozycja w sprincie kwalifikacyjnym                                                                                             |
| Lista systemów punktacji Formuły 1                                    | |

| Rok  | Zespół                | Wyniki w poszczególnych eliminacjach | Wyniki w poszczególnych eliminacjach | Wyniki w poszczególnych eliminacjach | Wyniki w poszczególnych eliminacjach | Wyniki w poszczególnych eliminacjach | Wyniki w poszczególnych eliminacjach | Wyniki w poszczególnych eliminacjach | Wyniki w poszczególnych eliminacjach | Wyniki w poszczególnych eliminacjach | Wyniki w poszczególnych eliminacjach | Wyniki w poszczególnych eliminacjach | Wyniki w poszczególnych eliminacjach | Wyniki w poszczególnych eliminacjach | Wyniki w poszczególnych eliminacjach | Wyniki w poszczególnych eliminacjach | Wyniki w poszczególnych eliminacjach | Wyniki w poszczególnych eliminacjach | Wyniki w poszczególnych eliminacjach | Wyniki w poszczególnych eliminacjach | Wyniki w poszczególnych eliminacjach | Wyniki w poszczególnych eliminacjach | Wyniki w poszczególnych eliminacjach | Wyniki w poszczególnych eliminacjach | Wyniki w poszczególnych eliminacjach | Wyniki w poszczególnych eliminacjach | Wyniki w poszczególnych eliminacjach | Wyniki w poszczególnych eliminacjach | Wyniki w poszczególnych eliminacjach | Wyniki w poszczególnych eliminacjach | Wyniki w poszczególnych eliminacjach | Wyniki w poszczególnych eliminacjach | Wyniki w poszczególnych eliminacjach | Wyniki w poszczególnych eliminacjach | Punkty | Pozycja |
| ---- | --------------------- | ------------------------------------ | ------------------------------------ | ------------------------------------ | ------------------------------------ | ------------------------------------ | ------------------------------------ | ------------------------------------ | ------------------------------------ | ------------------------------------ | ------------------------------------ | ------------------------------------ | ------------------------------------ | ------------------------------------ | ------------------------------------ | ------------------------------------ | ------------------------------------ | ------------------------------------ | ------------------------------------ | ------------------------------------ | ------------------------------------ | ------------------------------------ | ------------------------------------ | ------------------------------------ | ------------------------------------ | ------------------------------------ | ------------------------------------ | ------------------------------------ | ------------------------------------ | ------------------------------------ | ------------------------------------ | ------------------------------------ | ------------------------------------ | ------------------------------------ | ------ | ------- |
| 2015 | Carlin                | SIL                                  | SIL                                  | SIL                                  | HOC                                  | HOC                                  | HOC                                  | PAU                                  | PAU                                  | PAU                                  | MNZ                                  | MNZ                                  | MNZ                                  | SPA                                  | SPA                                  | SPA                                  | NOR                                  | NOR                                  | NOR                                  | ZAN                                  | ZAN                                  | ZAN                                  | RBR                                  | RBR                                  | RBR                                  | ALG                                  | ALG                                  | ALG                                  | NÜR                                  | NÜR                                  | NÜR                                  | HOC                                  | HOC                                  | HOC                                  | 65,5   | 12      |
| 2015 | Carlin                | 10                                   | 19                                   | 9                                    | 13                                   | 5                                    | 10                                   | 11                                   | 15                                   | 16                                   | 20                                   | 14                                   | 15                                   | 14                                   | 11                                   | 4                                    | 11                                   | 16                                   | 7                                    | 11                                   | 12                                   | 22                                   | 30                                   | 12                                   | 10                                   | 16                                   | 26†                                  | 11                                   | 3                                    | 9                                    | 8                                    | 15                                   | 11                                   | 5                                    | 65,5   | 12      |
| 2016 | Van Amersfoort Racing | LEC                                  | LEC                                  | LEC                                  | HUN                                  | HUN                                  | HUN                                  | PAU                                  | PAU                                  | PAU                                  | RBR                                  | RBR                                  | RBR                                  | NOR                                  | NOR                                  | NOR                                  | ZAN                                  | ZAN                                  | ZAN                                  | SPA                                  | SPA                                  | SPA                                  | NÜR                                  | NÜR                                  | NÜR                                  | IMO                                  | IMO                                  | IMO                                  | HOC                                  | HOC                                  | HOC                                  |                                      |                                      |                                      | 226    | 6       |
| 2016 | Van Amersfoort Racing | 10                                   | 1                                    | 12                                   | NU                                   | 9                                    | 6                                    | 5                                    | 3                                    | 4                                    | 1                                    | 4                                    | 2                                    | NU                                   | 7                                    | 7                                    | 5                                    | 3                                    | 6                                    | 16                                   | 5                                    | NU                                   | 5                                    | 7                                    | 4                                    | 15                                   | NU                                   | 3                                    | NU                                   | DK                                   | NU                                   |                                      |                                      |                                      | 226    | 6       |
| 2017 | Prema Powerteam       | SIL                                  | SIL                                  | SIL                                  | MNZ                                  | MNZ                                  | MNZ                                  | PAU                                  | PAU                                  | PAU                                  | HUN                                  | HUN                                  | HUN                                  | NOR                                  | NOR                                  | NOR                                  | SPA                                  | SPA                                  | SPA                                  | ZAN                                  | ZAN                                  | ZAN                                  | NÜR                                  | NÜR                                  | NÜR                                  | RBR                                  | RBR                                  | RBR                                  | HOC                                  | HOC                                  | HOC                                  |                                      |                                      |                                      | 344    | 4       |
| 2017 | Prema Powerteam       | NU                                   | 2                                    | 1                                    | 9                                    | 7                                    | 1                                    | NU                                   | 3                                    | 2                                    | 5                                    | 1                                    | 2                                    | NU                                   | 9                                    | 9                                    | 14                                   | 6                                    | 4                                    | 5                                    | 1                                    | 19                                   | 4                                    | 3                                    | 4                                    | 1                                    | 4                                    | NU                                   | 4                                    | 1                                    | 5                                    |                                      |                                      |                                      | 344    | 4       |

### Formuła 2
| Rok  | Zespół                        | Wyniki w poszczególnych eliminacjach | Wyniki w poszczególnych eliminacjach | Wyniki w poszczególnych eliminacjach | Wyniki w poszczególnych eliminacjach | Wyniki w poszczególnych eliminacjach | Wyniki w poszczególnych eliminacjach | Wyniki w poszczególnych eliminacjach | Wyniki w poszczególnych eliminacjach | Wyniki w poszczególnych eliminacjach | Wyniki w poszczególnych eliminacjach | Wyniki w poszczególnych eliminacjach | Wyniki w poszczególnych eliminacjach | Wyniki w poszczególnych eliminacjach | Wyniki w poszczególnych eliminacjach | Wyniki w poszczególnych eliminacjach | Wyniki w poszczególnych eliminacjach | Wyniki w poszczególnych eliminacjach | Wyniki w poszczególnych eliminacjach | Wyniki w poszczególnych eliminacjach | Wyniki w poszczególnych eliminacjach | Wyniki w poszczególnych eliminacjach | Wyniki w poszczególnych eliminacjach | Wyniki w poszczególnych eliminacjach | Wyniki w poszczególnych eliminacjach | Punkty | Pozycja |
| ---- | ----------------------------- | ------------------------------------ | ------------------------------------ | ------------------------------------ | ------------------------------------ | ------------------------------------ | ------------------------------------ | ------------------------------------ | ------------------------------------ | ------------------------------------ | ------------------------------------ | ------------------------------------ | ------------------------------------ | ------------------------------------ | ------------------------------------ | ------------------------------------ | ------------------------------------ | ------------------------------------ | ------------------------------------ | ------------------------------------ | ------------------------------------ | ------------------------------------ | ------------------------------------ | ------------------------------------ | ------------------------------------ | ------ | ------- |
| 2017 | Trident                       | BHR                                  | BHR                                  | CAT                                  | CAT                                  | MON                                  | MON                                  | BAK                                  | BAK                                  | RBR                                  | RBR                                  | SIL                                  | SIL                                  | HUN                                  | HUN                                  | SPA                                  | SPA                                  | MNZ                                  | MNZ                                  | JER                                  | JER                                  | YMC                                  | YMC                                  |                                      |                                      | 0      | 26      |
| 2017 | Trident                       | –                                    | –                                    | –                                    | –                                    | –                                    | –                                    | –                                    | –                                    | –                                    | –                                    | 19                                   | 14                                   | –                                    | –                                    | –                                    | –                                    | –                                    | –                                    | –                                    | –                                    | –                                    | –                                    |                                      |                                      | 0      | 26      |
| 2019 | Sauber Junior Team by Charouz | BHR                                  | BHR                                  | BAK                                  | BAK                                  | CAT                                  | CAT                                  | MON                                  | MON                                  | LEC                                  | LEC                                  | RBR                                  | RBR                                  | SIL                                  | SIL                                  | HUN                                  | HUN                                  | SPA                                  | SPA                                  | MNZ                                  | MNZ                                  | SOC                                  | SOC                                  | YMC                                  | YMC                                  | 74     | 11      |
| 2019 | Sauber Junior Team by Charouz | 14                                   | 16                                   | NU                                   | 9                                    | 8                                    | 3                                    | NW                                   | 14                                   | NU                                   | 8                                    | 14                                   | 9                                    | 8                                    | 4                                    | 10                                   | 10                                   | OD                                   | OD                                   | 4                                    | 12                                   | 9                                    | 3                                    | 5                                    | 4                                    | 74     | 11      |
| 2020 | UNI-Virtuosi Racing           | RBR                                  | RBR                                  | RBR                                  | RBR                                  | HUN                                  | HUN                                  | SIL                                  | SIL                                  | SIL                                  | SIL                                  | CAT                                  | CAT                                  | SPA                                  | SPA                                  | MNZ                                  | MNZ                                  | MUG                                  | MUG                                  | SOC                                  | SOC                                  | BHR                                  | BHR                                  | BHR                                  | BHR                                  | 201    | 2       |
| 2020 | UNI-Virtuosi Racing           | 1                                    | 9                                    | 5                                    | 5                                    | 8                                    | 2                                    | 5                                    | NU                                   | 1                                    | 6                                    | 5                                    | 8                                    | 10                                   | NU                                   | 6                                    | 1                                    | 12                                   | 6                                    | 3                                    | 7‡                                   | 2                                    | 16                                   | 5                                    | 10                                   | 201    | 2       |

### GP3
| Rok  | Zespół         | Wyniki w poszczególnych eliminacjach | Wyniki w poszczególnych eliminacjach | Wyniki w poszczególnych eliminacjach | Wyniki w poszczególnych eliminacjach | Wyniki w poszczególnych eliminacjach | Wyniki w poszczególnych eliminacjach | Wyniki w poszczególnych eliminacjach | Wyniki w poszczególnych eliminacjach | Wyniki w poszczególnych eliminacjach | Wyniki w poszczególnych eliminacjach | Wyniki w poszczególnych eliminacjach | Wyniki w poszczególnych eliminacjach | Wyniki w poszczególnych eliminacjach | Wyniki w poszczególnych eliminacjach | Wyniki w poszczególnych eliminacjach | Wyniki w poszczególnych eliminacjach | Wyniki w poszczególnych eliminacjach | Wyniki w poszczególnych eliminacjach | Punkty | Pozycja |
| ---- | -------------- | ------------------------------------ | ------------------------------------ | ------------------------------------ | ------------------------------------ | ------------------------------------ | ------------------------------------ | ------------------------------------ | ------------------------------------ | ------------------------------------ | ------------------------------------ | ------------------------------------ | ------------------------------------ | ------------------------------------ | ------------------------------------ | ------------------------------------ | ------------------------------------ | ------------------------------------ | ------------------------------------ | ------ | ------- |
| 2018 | ART Grand Prix | CAT                                  | CAT                                  | LEC                                  | LEC                                  | RBR                                  | RBR                                  | SIL                                  | SIL                                  | HUN                                  | HUN                                  | SPA                                  | SPA                                  | MNZ                                  | MNZ                                  | SOC                                  | SOC                                  | YAS                                  | YAS                                  | 167    | 3       |
| 2018 | ART Grand Prix | 3                                    | 7                                    | 8                                    | 1                                    | 1                                    | 6                                    | 3                                    | 5                                    | 6                                    | 2                                    | 6                                    | 3                                    | 3                                    | DK                                   | 13                                   | 18                                   | 4                                    | 4                                    | 167    | 3       |

‡ - Kierowcy otrzymali połowę punktów, gdyż przejechano mniej niż 75% dystansu wyścigu.

### IndyCar Series
| Rok  | Zespół                  | Samochód     | Silnik    | Wyniki w poszczególnych eliminacjach | Wyniki w poszczególnych eliminacjach | Wyniki w poszczególnych eliminacjach | Wyniki w poszczególnych eliminacjach | Wyniki w poszczególnych eliminacjach | Wyniki w poszczególnych eliminacjach | Wyniki w poszczególnych eliminacjach | Wyniki w poszczególnych eliminacjach | Wyniki w poszczególnych eliminacjach | Wyniki w poszczególnych eliminacjach | Wyniki w poszczególnych eliminacjach | Wyniki w poszczególnych eliminacjach | Wyniki w poszczególnych eliminacjach | Wyniki w poszczególnych eliminacjach | Wyniki w poszczególnych eliminacjach | Wyniki w poszczególnych eliminacjach | Wyniki w poszczególnych eliminacjach | Punkty | Pozycja |
| ---- | ----------------------- | ------------ | --------- | ------------------------------------ | ------------------------------------ | ------------------------------------ | ------------------------------------ | ------------------------------------ | ------------------------------------ | ------------------------------------ | ------------------------------------ | ------------------------------------ | ------------------------------------ | ------------------------------------ | ------------------------------------ | ------------------------------------ | ------------------------------------ | ------------------------------------ | ------------------------------------ | ------------------------------------ | ------ | ------- |
| 2021 | Juncos Hollinger Racing | Dallara DW12 | Chevrolet | ALA                                  | STP                                  | TXS                                  | TXS                                  | IGP1                                 | INDY                                 | DET                                  | DET                                  | ROA                                  | MDO                                  | NSH                                  | IGP2                                 | GAT                                  | POR                                  | LAG                                  | LBH                                  |                                      | 18     | 38      |
| 2021 | Juncos Hollinger Racing | Dallara DW12 | Chevrolet | –                                    | –                                    | –                                    | –                                    | –                                    | –                                    | –                                    | –                                    | –                                    | –                                    | –                                    | –                                    | –                                    | 25                                   | 22                                   | 26                                   |                                      | 18     | 38      |
| 2022 | Juncos Hollinger Racing | Dallara DW12 | Chevrolet | STP                                  | TXS                                  | LBH                                  | ALA                                  | IGP1                                 | INDY                                 | DET                                  | ROA                                  | MDO                                  | TOR                                  | IOW                                  | IOW                                  | IGP2                                 | NSH                                  | GAT                                  | POR                                  | LAG                                  | 219    | 20      |
| 2022 | Juncos Hollinger Racing | Dallara DW12 | Chevrolet | 19                                   | 16                                   | 24                                   | 25                                   | 8                                    | 32                                   | –                                    | 11                                   | 23                                   | 14                                   | 12                                   | 11                                   | 14                                   | 15                                   | 21                                   | 9                                    | 26                                   | 219    | 20      |

### Indianapolis 500
| Rok  | Nadwozie | Silnik    | Start | Wynik | Uwagi |
| ---- | -------- | --------- | ----- | ----- | ----- |
| 2022 | Dallara  | Chevrolet | 19    | 32    |       |

### 24h Le Mans
| Rok  | Klasa    | Nr. | Zespół    | Współkierowcy                   | Samochód                     | Opony | Okrążenia | Pozycja (ogólna) | Pozycja (w klasie) |
| Rok  | Klasa    | Nr. | Zespół    | Współkierowcy                   | Silnik                       | Opony | Okrążenia | Pozycja (ogólna) | Pozycja (w klasie) |
| ---- | -------- | --- | --------- | ------------------------------- | ---------------------------- | ----- | --------- | ---------------- | ------------------ |
| 2021 | LMGTE Am | 80  | Iron Lynx | Matteo Cressoni Rino Mastronadi | Ferrari 488 GTE Evo          | M     | 338       | 27               | 3                  |
| 2021 | LMGTE Am | 80  | Iron Lynx | Matteo Cressoni Rino Mastronadi | Ferrari F154CB 3,9l V8 Turbo | M     | 338       | 27               | 3                  |